# Свети Никола (Кострошевци)
„Свети Никола“ (на сръбски: Црква Светог оца Николаја) е православна църква в село Кострошевци в Западните покрайнини, днес в Сърбия. Църквата е част от Вранската епархия на Сръбската православна църква и е енорийски храм на селото.

## История
Иконостасът е дело на дебърски майстори от рода Филипови.